# Ulei de susan

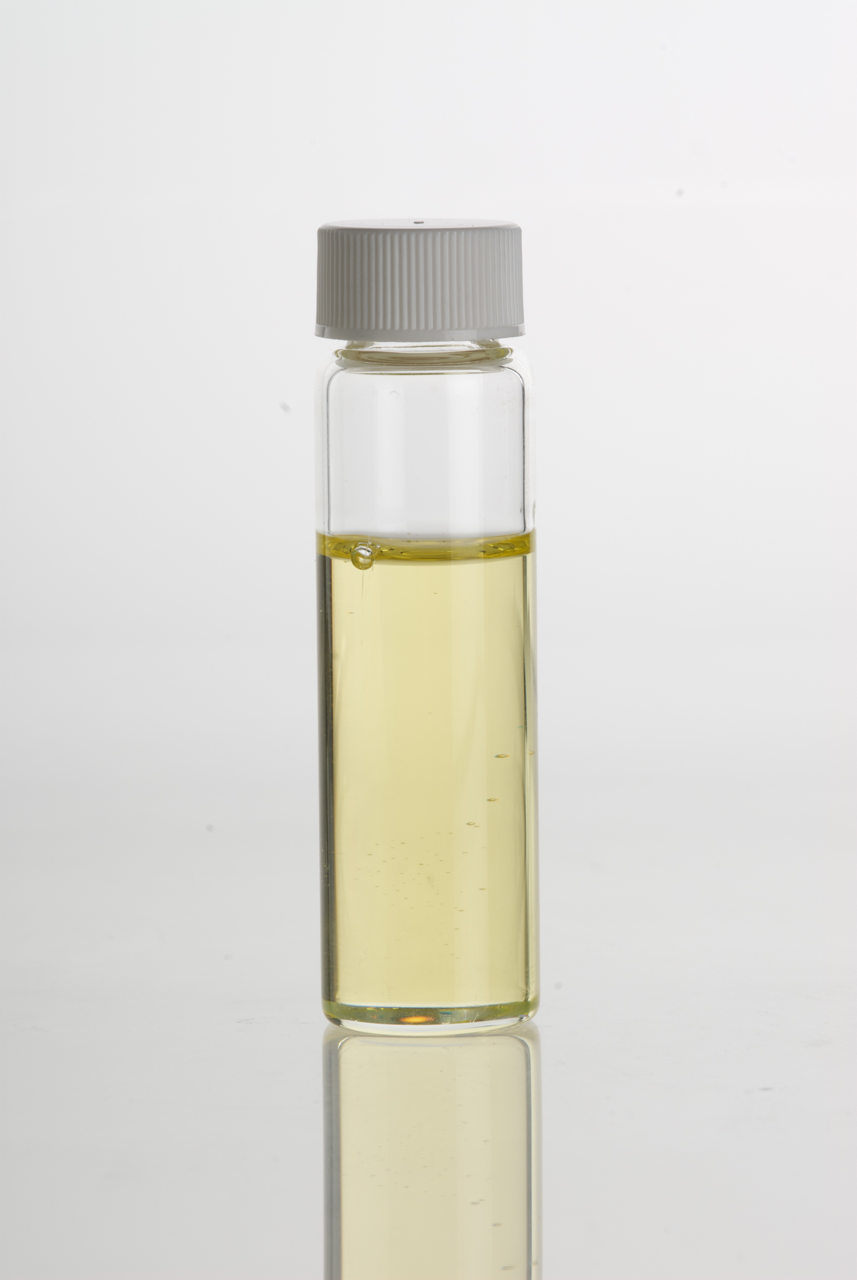
Ulei de susan într-un recipient.

Uleiul de susan este un ulei vegetal fabricat din semințele susanului. Are o aromă distinctivă și este folosit în bucătăria Asiei de Sud-Est. Uleiul de susan are proprietăți antiseptice și antiinflamatorii. 